# チャウドック
チャウドック（ベトナム語：Thành phố Châu Đốc / 城庯朱篤） はベトナム南部メコンデルタ地域アンザン省の河川港湾都市である。

## 地理
アンザン省最北部のカンボジア国境沿い、ハウザン（後江、メコン川の西流）とチャウドック川の合流点にある。近隣にはイスラム教を信じる少数民族チャム族の居住地があり、モスクも点在する。河川には水上生活者の集落も多い。
ホーチミン市からは直線距離で西170km、路程で250kmほどの位置にあり、長距離バスはホーチミン市（約6時間）のほかカントー（約2時間）やロンスエンからも運行されている。河港より水路を抜けティエンザン（前江、メコン川の東流）を遡上し、ヴィンスーン（ソンティエン）国境を抜けてカンボジアのプノンペンに至るスピードボートが旅行会社により運営されている。
市街の西にあるサム山には福田寺（Chùa Phước Điền）や西安寺（Chùa Tây An）、媽祖を祀った廟主處聖母（Miếu Bà Chúa Xứ）を始めとした多くの寺社があり、信仰を集めている

## 歴史
古くは扶南、のちにカンボジア王国の領域であり、ベトナムの領域に入ったのは18世紀頃である（南進を参照）。1976年以前にはチャウドック省という基礎行政区分が存在した。
ベトナム戦争中の1957年にはチャウドックの虐殺が起きた。
2013年7月19日に城庯（thành phố）へと昇格するまでは、市社（thị xã）であった。

## 経済
カンボジアとの貿易の玄関として栄えている。名産品として、ヌクマムの他、マムトム、マムタイ、マムカーといった、魚介を発酵させた調味料・食品（マム）が多く作られている。また、市域には広大な水田とそれを結ぶ網の目のような水路が張り巡らされ、農業も盛んである。

## 住民
ベトナムの主要民族であるキン族のほか、ホア族、チャム族、クメール族も多く住むが、民族問題はほとんど発生していない。

## 行政区画
チャウドックは、以下の行政単位に区分される。
- 坊（phường、坊）
  - チャウフーA（Châu Phú A / 朱富A）
  - チャウフーB（Châu Phú B / 朱富B）
  - ヌイサム（Núi Sam / 𡶀參）
  - ヴィンミー（Vĩnh Mỹ / 永美）
  - ヴィングオン（Vĩnh Ngươn / 永元）

- 社（xã、社）
  - ヴィンテー（Vĩnh Tế / 永濟）
  - ヴィンチャウ（Vĩnh Châu / 永周）

## ギャラリー

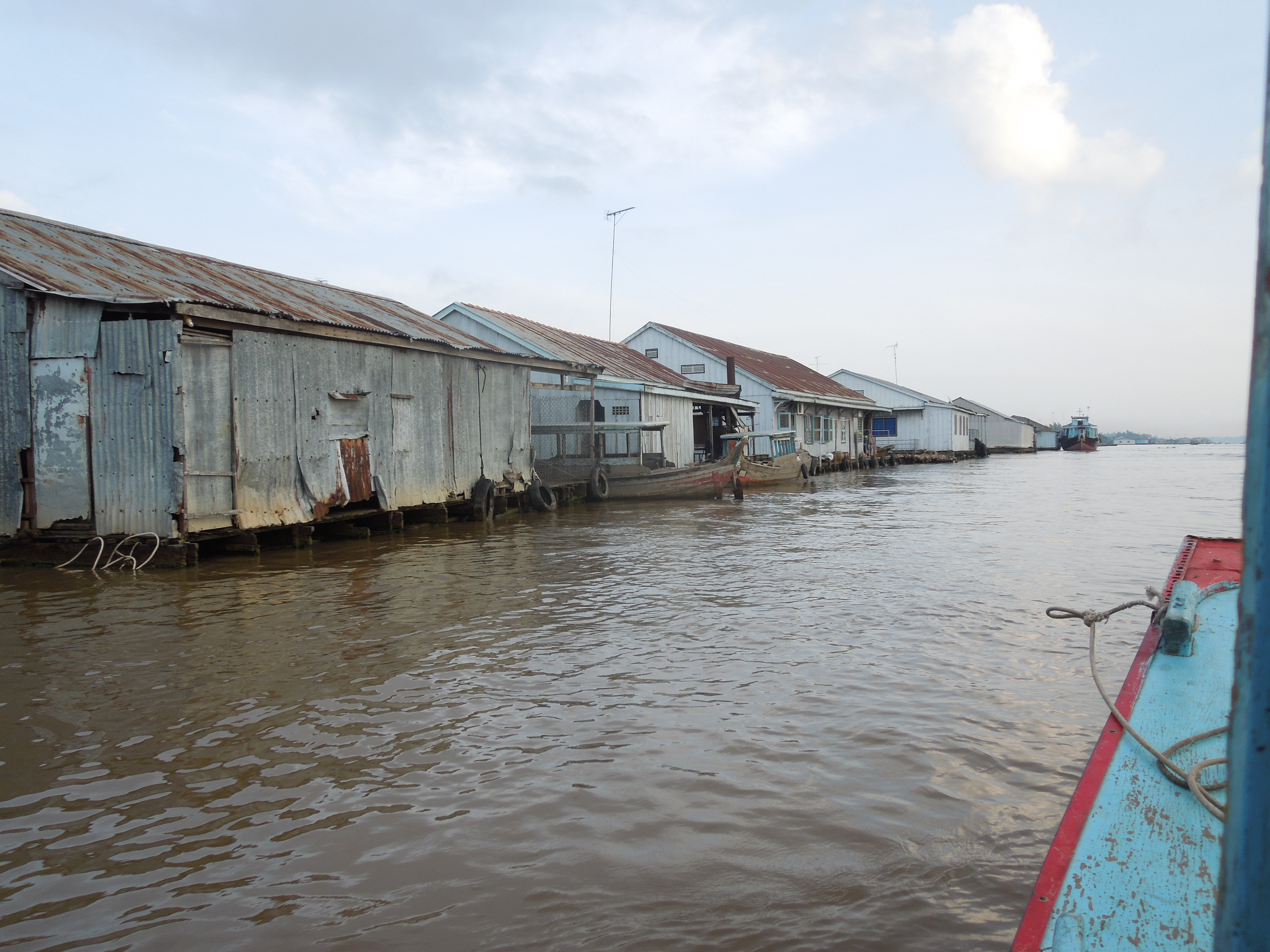
水上生活者の集落
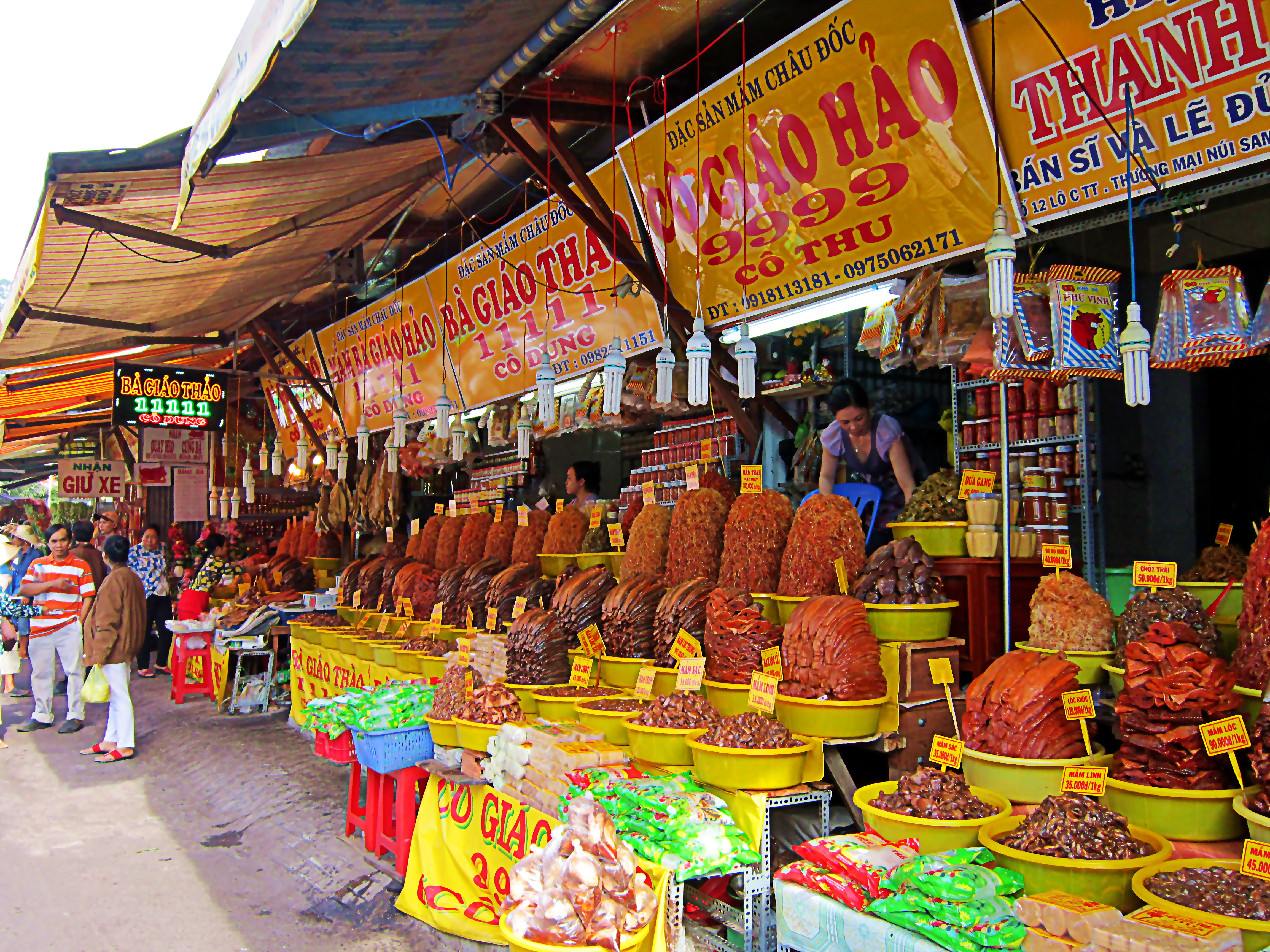
様々な魚介発酵食品（マム）の並ぶ市場
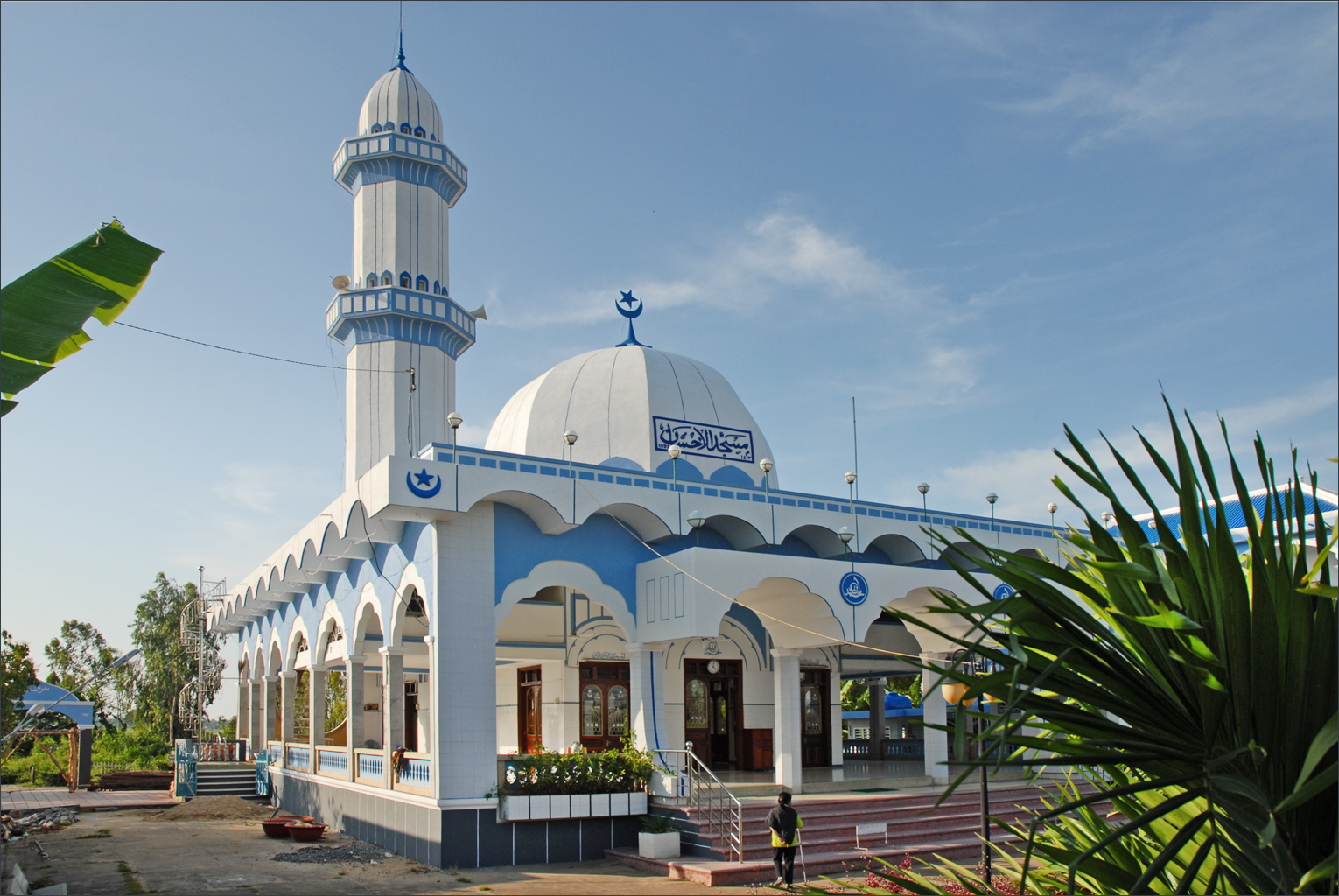
チャム族の集落にあるモスク（隣接するアンフー県のもの）
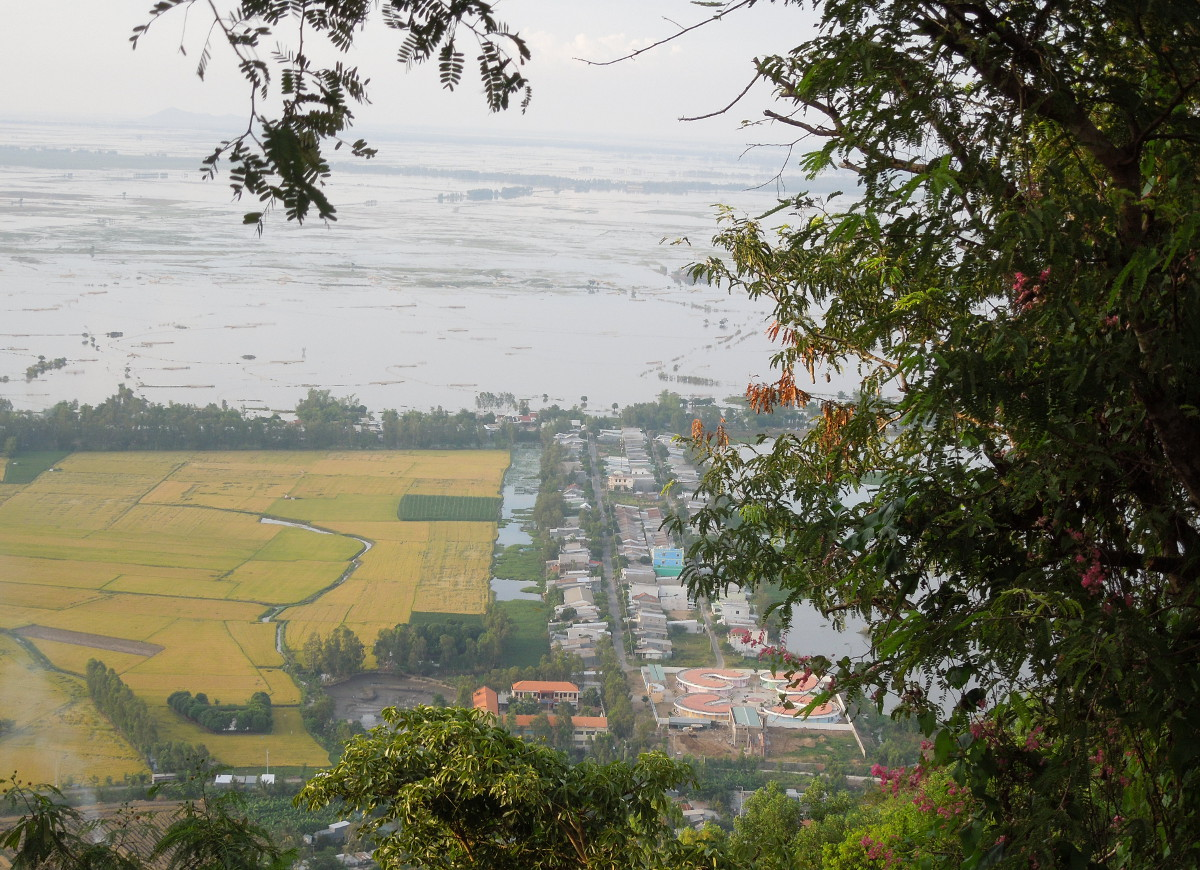
サム山から望む水郷地帯
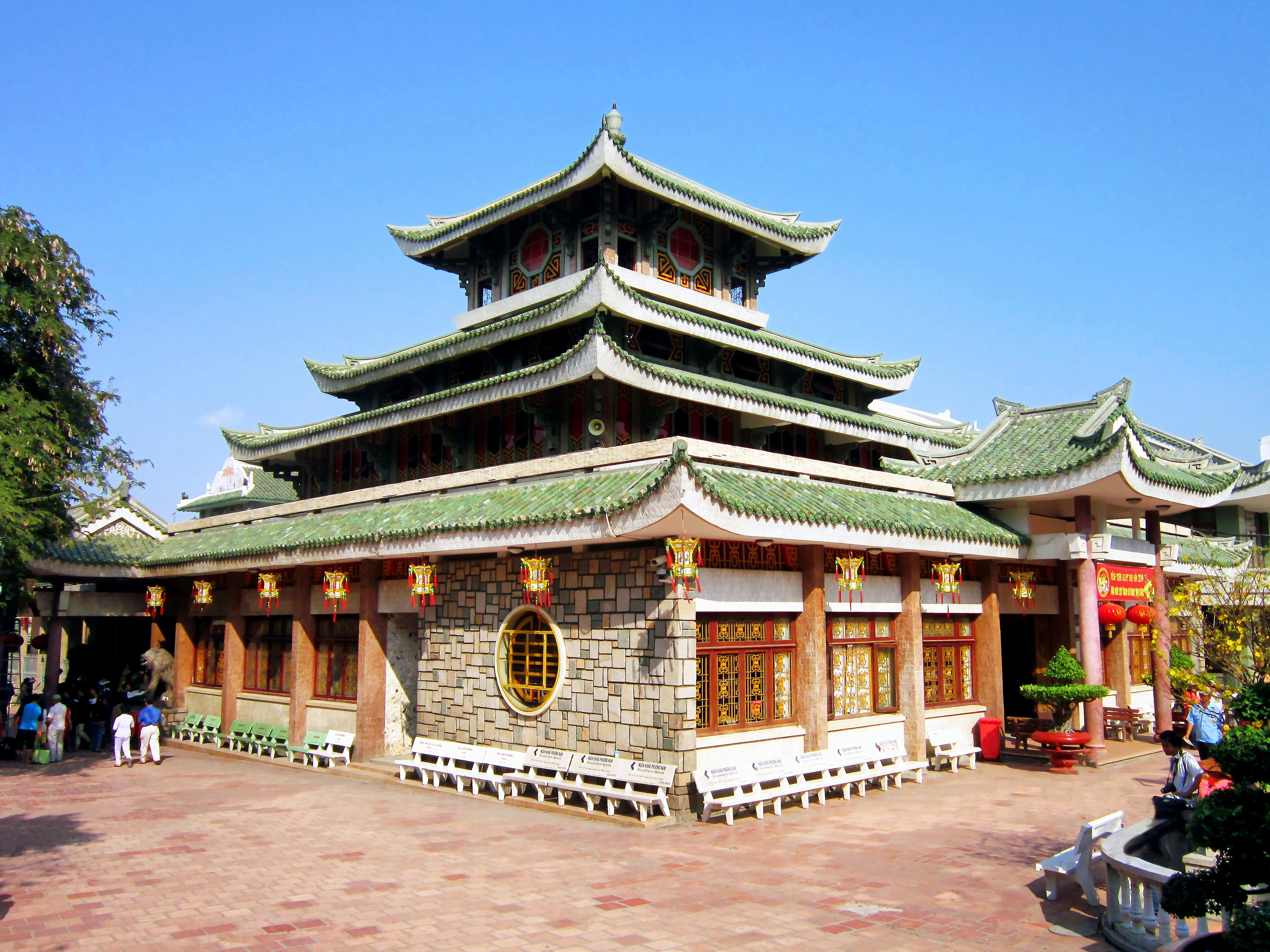
聖母主処廟